# Johann Richard von Roth

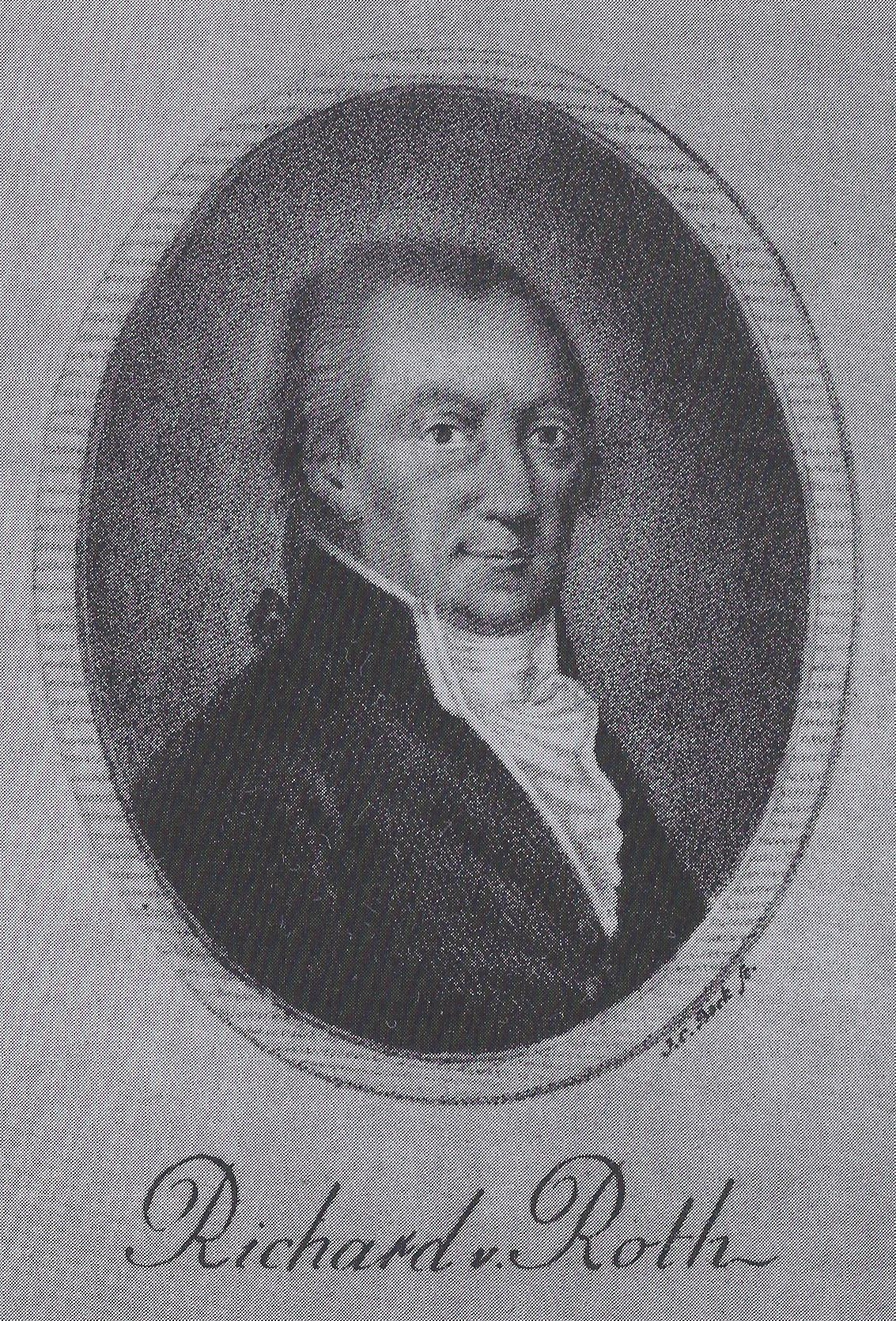
Johann Richard von Roth

Johann Richard von Roth (* 27. Mai 1749 in Mainz; † 31. Dezember 1813 in Frankfurt am Main) war ein deutscher Jurist, Politiker und Professor.

## Leben
Johann Richard von Roth wurde am 27. Mai 1749 geboren. Nach seiner Schulzeit studierte er Philosophie an der von den Jesuiten geführten Mainzer Universität. 1767 wurde er Magister der Philosophie. Er gehörte bald der Ordensgemeinschaft der Mainzer Jesuiten an. Der Orden wurde 1773 aufgehoben und Roth änderte seine Lebensplanung. Nun studierte er Rechtswissenschaft an der Mainzer Universität, der Universität Heidelberg, der Universität Würzburg, der Universität Gießen, der Universität Marburg und der Universität Göttingen. Diese Studien schloss er am 23. März 1779 mit dem Lizenziat der Rechtswissenschaft an der Mainzer Universität ab. Kurze Zeit später erhielt er im Dezember 1779 eine Stelle als außerordentlicher Professor in Mainz. 1780 wurde er Doktor der Rechte. Zwei Jahre später erhielt er eine ordentliche Professorenstelle mit den Lehrfächern Lehenrecht und Landesstaatsrecht. 1784 wurde er „wirklicher Hof- und Regierungsrath“. Am 28. Januar 1786 heiratete er Franziska von Linden. Im selben Jahr wurde er außerdem Leiter des Reichs- und Kreis-Archivs (auch: „Haupt-Reichs-Archiv“). In der Folge stieg er immer weiter auf: 1789 wurde er Mitglied der Akademie gemeinnütziger Wissenschaften zu Erfurt und am 6. Februar 1791 hob ihn Kaiser Leopold II. für seine Verdienste in den Adelsstand. Sein Freund Maximilian Franz von Österreich sorgte dafür, dass er 1791 in Köln eine Stelle als „wirklicher kurkölnischer Geheimrath“ und ordentlicher Professor der Geschichte des Heiligen Römischen Reichs und des Staatsrechts in Deutschland an der Rheinischen Friedrich-Wilhelms-Universität Bonn angeboten bekam, die er aber ablehnte.
Als Kaiser Leopold II. am 1. März 1792 starb und Franz II. gewählt wurde, war von Roth Mitglied der mainzischen Wahldelegation. Als Mainz 1798 während der Französischen Revolution zum zweiten Mal besetzt wurde und die Universität geschlossen werden musste, ging er nach Aschaffenburg. Hier ernannte ihn Friedrich Karl Joseph von Erthal zum Direktor der Verwaltungskommission, die sich um die rechtsrheinischen Gebäude der Universität kümmerte. Ab 1802 kümmerte sich von Roth als Mitglied der Administratorenkommission um die Kurmainzer Eigentümer rechts des Rheins. Ein Jahr später wurde er Rat des Aschaffenburger Oberappellationsgerichts. Seine Aufgabe war es, sich um die Restrukturierung des verkleinerten Staates zu sorgen. 1805 wurde er „kurfürstlicher Kreisdirectorial- und oberrheinischer Kreisgesandter“. Anschließend stieg er zum Geheimen Legationsrat auf. Am 1. Januar 1807 wurde er Direktor des Schöffenappellationsgerichts von Frankfurt am Main. Zwei Jahre später wurde das Steuer- und Kammerschuldenwesen von Kurmainz unter von Roths Verantwortung gestellt. 1810 wurde schließlich das Großherzogtum Frankfurt gegründet. Unter seiner Leitung der Finanzen wurde am 19. Februar 1812 der französische Code pénal eingeführt. Bisher hatte noch die Constitutio Criminalis Carolina von König Karl V. aus dem Jahr 1532 gegolten. Diese Leistung bescherte ihm in Frankfurt am Main viel Lob und Zuspruch. Am 1. November 1813 verließ die französische Armee unter Geheiß Napoleon Bonapartes Frankfurt am Main.
Johann Richard von Roth starb am Silvester 1813 in Frankfurt am Main. Er wurde 64 Jahre alt.